# Кујуџу Мурат-паша
Кујуџу Мурат-паша је био османски намесник за време Сулејмана Величанственог, Селима II, Мурата III, Мехмеда III и Ахмеда I .

## Биографија
Био је бејлербег у Јемену, Караману и другим деловима краљевства. Истакао се у бици код Егера 1596. током Другог аустро-турског рата од 1593. до 1606. године, па је убрзо именован за врховног команданта османске војске у Угарској. Био је велики везир од 1606 до 9. септембра 1611. године.
Гушио је устанке у Малој Азији. Због жестине коју је користио према устаницима звали су га „кујуџи” (тур. који копа јаме). Бацио је десетине хиљада људских лешева у јаме. У Истанбулу постоји комплекс Кујуџу Мурат-паше а у Анталији џамија Кујуџу Мурат-паше